# Fonts del Llobregat
Les Fonts del Llobregat són unes surgències d'aigua subterrània en roques calcàries paleozoiques que es troben al naixement del riu del mateix nom, a la pleta Roja (1.295 metres d'altitud), dins el municipi de Castellar de n'Hug, a la comarca catalana del Berguedà.

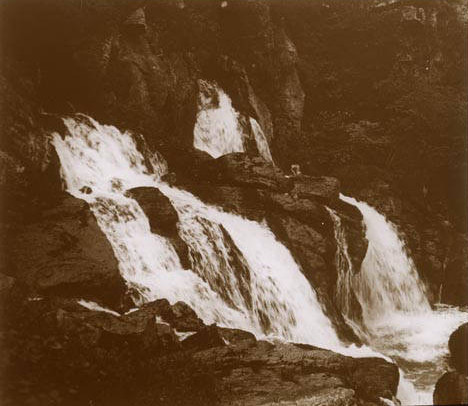
Les Fonts en una imatge d'entre 1912 i 1924

Estan situades aproximadament a mig quilòmetre a l'oest del poble. És un indret molt visitat per turistes i excursionistes.
Les fonts on neix el riu brollen directament dels cingles que voregen Castellar de N'Hug, i formen una abundosa i ràpida cascada. El naixement del riu és digne de ser visitat per la seva espectacularitat, sobretot en temps d'aigües abundoses.
La font es forma on aflora el contacte de entre de les roques calcàries del devonià i les roques argiloses del Permià sobre les que descansen, tot i ser més modernes. L'aigua que va davallant per les esquerdes i cavitats de les roques calcàries (aqüífer càrstic) topa amb la capa argilosa, molt més impermeable, i surt a la superfície. Una situació semblant es dona a les properes fonts del Bastareny i és típica dels aqüífers càrstics, on és habitual trobar poques fonts però de cabal important.
El cabal de la font és al voltant dels 4 m3 per segon.